# Giacomo Rosapepe
Giacomo Rosapepe (... – 1978) è stato un funzionario italiano, direttore del manicomio giudiziario napoletano di Sant'Eframo dal 1967 al 1974. È morto suicida nel 1978, in circostanze misteriose.

## La vicenda
Nel 1974 il direttore viene accusato di favorire alcuni internati, in particolare i criminali Vincenzo Tolomelli, Raffaele Cutolo e Carmelo Marotta. Gli inquirenti accertarono che questi criminali avevano goduto di privilegi inconsueti, in particolare avevano effettuato e ricevuto telefonate interurbane in teleselezione e internazionali. Inoltre, gli stessi ebbero libero accesso all'abitazione privata (interna al manicomio) del direttore.
Rosapepe per questi fatti venne condannato a quattro anni di reclusione e all'interdizione perpetua dagli uffici pubblici. Poco dopo Rosapepe tenta il suicidio, ma venne salvato in tempo. In appello la sentenza venne annullata perché, secondo i giudici, i privilegi dei tre criminali erano giustificati da precise "finalità psico-terapeutiche". Rosapepe, nonostante l'assoluzione, si uccide nel 1978. Vi sono numerosi dubbi però sul suo suicidio.
Se parte della documentazione rivela un rapporto intimo con alcuni camorristi internati - tra cui Raffaele Cutolo - alcuni ne parlano come di un caso di "ordinaria ingiustizia".